# Ipswich Town Football Club
L'Ipswich Town Football Club és un club de futbol d'Anglaterra, de la ciutat d'Ipswich, al comtat de Suffolk. Va ser fundat en 1878 i actualment juga a la Premier League.

## Uniforme
- Uniforme titular: Samarreta blava, pantaló blanc i mitges blaves.
- Uniforme alternatiu: Samarreta blanca, pantaló negre i mitges negres.

### Variacions
|  |  |  |  |  |  |  |  |  |

## Estadi
Juga els seus partits com a local a l'estadi de Portman Road que té una capacitat per a 30.000 espectadors.

## Palmarès

### Tornejos nacionals
- Lliga anglesa (1): 1961-62
- Copa anglesa (1): 1978

### Tornejos internacionals
- Copa de la UEFA (1): 1981